# 2005–06년 ISU 스피드스케이팅 월드컵
2005–06년 ISU 스피드스케이팅 월드컵은 국제 빙상 경기 연맹(ISU) 주관으로 2005년 11월 12일부터 2006년 3월 5일까지 열린 스피드스케이팅 월드컵 대회이다.

## 남자

### 경기
| 날짜                                                             | 장소           | 종목      | 1위                                                              | 2위                                                     | 3위                                                          |
| ---------------------------------------------------------------- | -------------- | --------- | ---------------------------------------------------------------- | ------------------------------------------------------- | ------------------------------------------------------------ |
| 2005년 11월 12일-13일                                            | 캘거리         | 1500m     | 샤니 데이비스                                                    | 채드 헤드릭                                             | 알렉산드르 키발코                                            |
| 2005년 11월 12일-13일                                            | 캘거리         | 5000m     | 채드 헤드릭                                                      | 카를 페르헤이연                                         | 에스킬 에르비크                                              |
| 2005년 11월 12일-13일                                            | 캘거리         | 단체 추월 | 캐나다 안 댕커스 스티븐 엘름 데니 모리슨                         | 네덜란드 린티어 리츠마 렘코 올더 회벌 요험 아위트데하허 | 네덜란드 마르크 타위터르트 에르번 베네마르스 카를 페르헤이연 |
| 2005년 11월 18일-20일                                            | 솔트레이크시티 | 500m(1)   | 가토 조지                                                        | 이강석                                                  | 제러미 워더스푼                                              |
| 2005년 11월 18일-20일                                            | 솔트레이크시티 | 500m(2)   | 가토 조지                                                        | 이강석                                                  | 제러미 워더스푼                                              |
| 2005년 11월 18일-20일                                            | 솔트레이크시티 | 1000m(1)  | 샤니 데이비스                                                    | 스테판 흐로트하위스                                     | 조이 칙                                                      |
| 2005년 11월 18일-20일                                            | 솔트레이크시티 | 1000m(2)  | 샤니 데이비스                                                    | 에르번 베네마르스                                       | 제러미 워더스푼                                              |
| 2005년 11월 18일-20일                                            | 솔트레이크시티 | 1500m     | 채드 헤드릭                                                      | 샤니 데이비스                                           | 에르번 베네마르스                                            |
| 2005년 11월 18일-20일                                            | 솔트레이크시티 | 5000m     | 스벤 크라머르                                                    | 카를 페르헤이연                                         | 채드 헤드릭                                                  |
| 2005년 11월 26일-27일                                            | 밀워키         | 100m      | 위펑퉁                                                           | 이강석 안웨이장                                         |                                                              |
| 2005년 11월 26일-27일                                            | 밀워키         | 500m(1)   | 이강석                                                           | 위펑퉁                                                  | 제러미 워더스푼                                              |
| 2005년 11월 26일-27일                                            | 밀워키         | 500m(2)   | 제러미 워더스푼                                                  | 드미트리 도로페예프                                     | 케이시 피츠랜돌프 이강석                                     |
| 2005년 11월 26일-27일                                            | 밀워키         | 1000m(1)  | 샤니 데이비스                                                    | 제러미 워더스푼                                         | 에벤 베텐                                                    |
| 2005년 11월 26일-27일                                            | 밀워키         | 1000m(2)  | 샤니 데이비스                                                    | 조이 칙                                                 | 케이시 피츠랜돌프                                            |
| 2005년 12월 3일-4일                                              | 콜랄보         | 1500m     | 시몬 카위퍼르스                                                  | 채드 헤드릭                                             | 엔리코 파브리스                                              |
| 2005년 12월 3일-4일                                              | 콜랄보         | 10000m    | 카를 페르헤이연                                                  | 채드 헤드릭                                             | 라세 세트레                                                  |
| 2005년 12월 3일-4일                                              | 콜랄보         | 단체 추월 | 네덜란드 스벤 크라머르 요험 아위트데하허 카를 페르헤이연         | 캐나다 안 댕커스 데니 모리슨 저스틴 워사일위츠          | 네덜란드 보프 더 용 렘코 올더 회벌 랄프 판 데르 레이스트     |
| 2005년 12월 9일-11일                                             | 토리노         | 500m(1)   | 위펑퉁                                                           | 이강석 가토 조지                                        |                                                              |
| 2005년 12월 9일-11일                                             | 토리노         | 500m(2)   | 가토 조지                                                        | 드미트리 도로페예프                                     | 제러미 워더스푼 위펑퉁                                       |
| 2005년 12월 9일-11일                                             | 토리노         | 1000m     | 드미트리 도로페예프                                              | 이마이 유스케                                           | 데니 모리슨                                                  |
| 2005년 12월 9일-11일                                             | 토리노         | 1500m     | 엔리코 파브리스                                                  | 데니 모리슨                                             | 채드 헤드릭                                                  |
| 2005년 12월 9일-11일                                             | 토리노         | 5000m     | 채드 헤드릭                                                      | 에스킬 에르비크                                         | 엔리코 파브리스                                              |
| 2005년 12월 9일-11일                                             | 토리노         | 단체 추월 | 이탈리아 스테파노 도나그란디 엔리코 파브리스 이폴리토 산프라텔로 | 미국 채드 헤드릭 K. C. 부티엣 데릭 패라                 | 노르웨이 호바르 뵈코 미카엘 플뤼긴 라르센 에스킬 에르비크    |
| 2005년 12월 17일-18일                                            | 인첼           | 100m      | 미카 포우탈라                                                    | 마치에이 우스티노비치                                   | 세르게이 코르닐로프                                          |
| 2005년 12월 17일-18일                                            | 인첼           | 500m(1)   | 드미트리 도로페예프                                              | 헤라르트 판 펠더                                        | 에벤 베텐                                                    |
| 2005년 12월 17일-18일                                            | 인첼           | 500m(2)   | 드미트리 도로페예프                                              | 얀네 핸니넨                                             | 페카 코스켈라                                                |
| 2005년 12월 17일-18일                                            | 인첼           | 1000m(1)  | 드미트리 도로페예프                                              | 헤라르트 판 펠더                                        | 스테판 흐로트하위스                                          |
| 2005년 12월 17일-18일                                            | 인첼           | 1000m(2)  | 렘코 올더 회벌                                                   | 드미트리 도로페예프                                     | 얀네 핸니넨                                                  |
| 2005년 12월 29일-30일 2006년 아시아 선수권 대회 하얼빈           |                |           |                                                                  |                                                         |                                                              |
| 2006년 1월 14일-15일 1998년 유럽 선수권 대회 하마르              |                |           |                                                                  |                                                         |                                                              |
| 2006년 1월 21일-22일 2006년 세계 스프린트 선수권 대회 헤이렌베인 |                |           |                                                                  |                                                         |                                                              |
| 2006년 1월 28일-29일                                             | 콜랄보         | 500m(1)   | 조이 칙                                                          | 오이카와 유야                                           | 헤라르트 판 펠더                                             |
| 2006년 1월 28일-29일                                             | 콜랄보         | 500m(2)   | 조이 칙                                                          | 드미트리 도로페예프                                     | 케이시 피츠랜돌프 오이카와 유야                              |
| 2006년 1월 28일-29일                                             | 콜랄보         | 1000m(1)  | 샤니 데이비스                                                    | 조이 칙                                                 | 이마이 유스케                                                |
| 2006년 1월 28일-29일                                             | 콜랄보         | 1000m(2)  | 샤니 데이비스                                                    | 에르번 베네마르스                                       | 케이시 피츠랜돌프                                            |
| 2006년 2월 10일-26일 2006년 동계 올림픽 토리노                   |                |           |                                                                  |                                                         |                                                              |
| 2006년 3월 3일-5일                                               | 헤이렌베인     | 100m      | 오이카와 유야                                                    | 이강석                                                  | 미카 포우탈라                                                |
| 2006년 3월 3일-5일                                               | 헤이렌베인     | 500m(1)   | 이강석                                                           | 조이 칙                                                 | 드미트리 도로페예프                                          |
| 2006년 3월 3일-5일                                               | 헤이렌베인     | 500m(2)   | 이강석                                                           | 제러미 워더스푼                                         | 페카 코스켈라                                                |
| 2006년 3월 3일-5일                                               | 헤이렌베인     | 1000m     | 샤니 데이비스                                                    | 얀 보스                                                 | 제러미 워더스푼                                              |
| 2006년 3월 3일-5일                                               | 헤이렌베인     | 1500m     | 채드 헤드릭                                                      | 샤니 데이비스                                           | 엔리코 파브리스                                              |
| 2006년 3월 3일-5일                                               | 헤이렌베인     | 5000m     | 스벤 크라머르                                                    | 엔리코 파브리스                                         | 채드 헤드릭                                                  |
| 2006년 3월 18일-19일 2006년 세계 올라운드 선수권 대회 캘거리     |                |           |                                                                  |                                                         |                                                              |

### 월드컵 랭킹
| 순위 | 선수                  | 포인트 |
| ---- | --------------------- | ------ |
| 1    | 오이카와 유야         | 210    |
| 2    | 미카 포우탈라         | 205    |
| 3    | 이강석                | 200    |
| 4    | 마치에이 우스티노비치 | 165    |
| 5    | 알렉세이 하틸레프     | 141    |
| 6    | 페카 코스켈라         | 122    |
| 7    | 세르게이 코르닐로프   | 110    |
| 8    | 얀네 핸니넨           | 105    |
| 9    | 위펑퉁                | 100    |
| 10   | 안웨이장              | 80     |

| 순위 | 선수                | 포인트 |
| ---- | ------------------- | ------ |
| 1    | 이강석              | 746    |
| 2    | 드미트리 도로페예프 | 720    |
| 3    | 조이 칙             | 705    |
| 4    | 제러미 워더스푼     | 566    |
| 5    | 케이시 피츠랜돌프   | 542    |
| 6    | 가토 조지           | 498    |
| 7    | 오이카와 유야       | 455    |
| 8    | 페카 코스켈라       | 412    |
| 9    | 헤라르트 판 펠더    | 389    |
| 10   | 위펑퉁              | 373    |

| 순위 | 선수                | 포인트 |
| ---- | ------------------- | ------ |
| 1    | 샤니 데이비스       | 750    |
| 2    | 조이 칙             | 418    |
| 3    | 제러미 워더스푼     | 399    |
| 4    | 에벤 베텐           | 396    |
| 5    | 케이시 피츠랜돌프   | 365    |
| 6    | 드미트리 도로페예프 | 345    |
| 7    | 에르번 베네마르스   | 340    |
| 8    | 헤라르트 판 펠더    | 292    |
| 9    | 스테판 흐로트하위스 | 289    |
| 10   | 렘코 올더 회벌      | 272    |

| 순위 | 선수              | 포인트 |
| ---- | ----------------- | ------ |
| 1    | 채드 헤드릭       | 480    |
| 2    | 데니 모리슨       | 315    |
| 3    | 엔리코 파브리스   | 306    |
| 4    | 샤니 데이비스     | 300    |
| 5    | 베오른 네인하위스 | 234    |
| 6    | 시몬 카위퍼르스   | 200    |
| 7    | 얀 보스           | 174    |
| 8    | 에르번 베네마르스 | 170    |
| 9    | 페테르 안데르센   | 168    |
| 10   | 알렉산드르 키발코 | 141    |

| 순위 | 팀                | 포인트 |
| ---- | ----------------- | ------ |
| 1    | 채드 헤드릭       | 455    |
| 2    | 스벤 크라머르     | 400    |
| 3    | 카를 페르헤이연   | 365    |
| 4    | 에스킬 에르비크   | 360    |
| 5    | 엔리코 파브리스   | 312    |
| 6    | 안 댕커스         | 181    |
| 7    | 보프 더 용        | 169    |
| 8    | 라세 세트레       | 167    |
| 9    | 외위스테인 그뢰둠 | 163    |
| 10   | 요한 뢰일레르     | 137    |

| 순위 | 팀       | 포인트 |
| ---- | -------- | ------ |
| 1    | 캐나다   | 208    |
| 2    | 이탈리아 | 181    |
| 3    | 네덜란드 | 180    |
| 4    | 노르웨이 | 165    |
| 5    | 미국     | 165    |
| 6    | 러시아   | 134    |
| 7    | 일본     | 128    |
| 8    | 독일     | 117    |
| 9    | 폴란드   | 80     |
| 10   | 대한민국 | 73     |

## 여자

### 경기
| 날짜                                                             | 장소           | 종목      | 1위                                                      | 2위                                                    | 3위                                                              |
| ---------------------------------------------------------------- | -------------- | --------- | -------------------------------------------------------- | ------------------------------------------------------ | ---------------------------------------------------------------- |
| 2005년 11월 12일-13일                                            | 캘거리         | 1500m     | 신디 클래슨                                              | 클라우디아 페히슈타인                                  | 아니 프리징거                                                    |
| 2005년 11월 12일-13일                                            | 캘거리         | 3000m     | 아니 프리징거                                            | 클라우디아 페히슈타인                                  | 크리스티나 그로브스                                              |
| 2005년 11월 12일-13일                                            | 캘거리         | 단체 추월 | 독일 아니 프리징거 다니엘라 안쉬츠 클라우디아 페히슈타인 | 중화인민공화국 왕페이 지자 장샤오레이                  | 독일 카트린 칼렉스 루실 오피츠 모니크 앙거뮐러                   |
| 2005년 11월 18일-20일                                            | 솔트레이크시티 | 500m(1)   | 왕베이싱                                                 | 왕만리                                                 | 제니퍼 로드리게스                                                |
| 2005년 11월 18일-20일                                            | 솔트레이크시티 | 500m(2)   | 왕만리                                                   | 왕베이싱                                               | 오스가 사유리                                                    |
| 2005년 11월 18일-20일                                            | 솔트레이크시티 | 1000m(1)  | 아니 프리징거                                            | 제니퍼 로드리게스                                      | 키아라 시미오나토                                                |
| 2005년 11월 18일-20일                                            | 솔트레이크시티 | 1000m(2)  | 아니 프리징거                                            | 키아라 시미오나토                                      | 제니퍼 로드리게스                                                |
| 2005년 11월 18일-20일                                            | 솔트레이크시티 | 1500m     | 신디 클래슨                                              | 아니 프리징거                                          | 크리스틴 네즈빗                                                  |
| 2005년 11월 26일-27일                                            | 밀워키         | 100m      | 오스가 사유리                                            | 예니 볼프                                              | 이상화                                                           |
| 2005년 11월 26일-27일                                            | 밀워키         | 500m(1)   | 왕만리                                                   | 요시이 사유리                                          | 왕베이싱                                                         |
| 2005년 11월 26일-27일                                            | 밀워키         | 500m(2)   | 왕만리                                                   | 왕베이싱                                               | 예니 볼프                                                        |
| 2005년 11월 26일-27일                                            | 밀워키         | 1000m(1)  | 제니퍼 로드리게스                                        | 키아라 시미오나토                                      | 마리아너 티머르                                                  |
| 2005년 11월 26일-27일                                            | 밀워키         | 1000m(2)  | 키아라 시미오나토                                        | 제니퍼 로드리게스                                      | 마리아너 티머르                                                  |
| 2005년 12월 3일-4일                                              | 콜랄보         | 1500m     | 아니 프리징거                                            | 신디 클래슨                                            | 크리스티나 그로브스                                              |
| 2005년 12월 3일-4일                                              | 콜랄보         | 5000m     | 클라라 휴스                                              | 클라우디아 페히슈타인                                  | 신디 클래슨                                                      |
| 2005년 12월 3일-4일                                              | 콜랄보         | 단체 추월 | 네덜란드 레나터 흐루네볼트 모닉 클레인스만 이레인 뷔스트 | 캐나다 크리스티나 그로브스 신디 클래슨 크리스틴 네즈빗 | 러시아 예카테리나 아브라모바 갈리나 리하초바 예카테리나 로비셰바 |
| 2005년 12월 9일-11일                                             | 토리노         | 500m(1)   | 왕만리                                                   | 요시이 사유리                                          | 오카자키 도모미                                                  |
| 2005년 12월 9일-11일                                             | 토리노         | 500m(2)   | 예니 볼프                                                | 오카자키 도모미                                        | 키아라 시미오나토                                                |
| 2005년 12월 9일-11일                                             | 토리노         | 1000m     | 아니 프리징거                                            | 신디 클래슨                                            | 제니퍼 로드리게스                                                |
| 2005년 12월 9일-11일                                             | 토리노         | 1500m     | 아니 프리징거                                            | 신디 클래슨                                            | 레나터 흐루네볼트                                                |
| 2005년 12월 9일-11일                                             | 토리노         | 3000m     | 아니 프리징거                                            | 신디 클래슨                                            | 크리스티나 그로브스                                              |
| 2005년 12월 9일-11일                                             | 토리노         | 단체 추월 | 독일 다니엘라 안쉬츠 아니 프리징거 자비네 푈커           | 캐나다 크리스티나 그로브스 신디 클래슨 크리스틴 네즈빗 | 일본 이시노 에리코 오쓰 히로미 다바타 마키                       |
| 2005년 12월 17일-18일                                            | 인첼           | 100m      | 예니 볼프                                                | 스베틀라나 카이칸                                      | 파울리나 발린                                                    |
| 2005년 12월 17일-18일                                            | 인첼           | 500m(1)   | 예니 볼프                                                | 스베틀라나 주로바                                      | 사너 판 데르 스타르                                              |
| 2005년 12월 17일-18일                                            | 인첼           | 500m(2)   | 스베틀라나 주로바                                        | 예니 볼프                                              | 사너 판 데르 스타르                                              |
| 2005년 12월 17일-18일                                            | 인첼           | 1000m(1)  | 엘스 뮈리스                                              | 스베틀라나 주로바                                      | 마리커 베이스만                                                  |
| 2005년 12월 17일-18일                                            | 인첼           | 1000m(2)  | 스베틀라나 주로바                                        | 엘스 뮈리스                                            | 사너 판 데르 스타르                                              |
| 2005년 12월 29일-30일 2006년 아시아 선수권 대회 하얼빈           |                |           |                                                          |                                                        |                                                                  |
| 2006년 1월 14일-15일 1998년 유럽 선수권 대회 하마르              |                |           |                                                          |                                                        |                                                                  |
| 2006년 1월 21일-22일 2006년 세계 스프린트 선수권 대회 헤이렌베인 |                |           |                                                          |                                                        |                                                                  |
| 2006년 1월 28일-29일                                             | 콜랄보         | 500m(1)   | 키아라 시미오나토                                        | 예니 볼프                                              | 스베틀라나 카이칸                                                |
| 2006년 1월 28일-29일                                             | 콜랄보         | 500m(2)   | 키아라 시미오나토                                        | 예니 볼프                                              | 스베틀라나 카이칸                                                |
| 2006년 1월 28일-29일                                             | 콜랄보         | 1000m(1)  | 아니 프리징거                                            | 도노이케 아키                                          | 파울린 판 되테콤                                                 |
| 2006년 1월 28일-29일                                             | 콜랄보         | 1000m(2)  | 아니 프리징거                                            | 키아라 시미오나토                                      | 도노이케 아키                                                    |
| 2006년 2월 10일-26일 2006년 동계 올림픽 토리노                   |                |           |                                                          |                                                        |                                                                  |
| 2006년 3월 3일-5일                                               | 헤이렌베인     | 100m      | 이상화                                                   | 스베틀라나 카이칸                                      | 오스가 사유리                                                    |
| 2006년 3월 3일-5일                                               | 헤이렌베인     | 500m(1)   | 오스가 사유리                                            | 이상화                                                 | 키아라 시미오나토                                                |
| 2006년 3월 3일-5일                                               | 헤이렌베인     | 500m(2)   | 스베틀라나 주로바                                        | 예니 볼프                                              | 이상화                                                           |
| 2006년 3월 3일-5일                                               | 헤이렌베인     | 1000m(1)  | 이레인 뷔스트                                            | 아니 프리징거                                          | 키아라 시미오나토                                                |
| 2006년 3월 3일-5일                                               | 헤이렌베인     | 1500m     | 이레인 뷔스트                                            | 아니 프리징거                                          | 신디 클래슨                                                      |
| 2006년 3월 3일-5일                                               | 헤이렌베인     | 3000m     | 신디 클래슨                                              | 클라우디아 페히슈타인                                  | 마렌 헤우글리                                                    |
| 2006년 3월 18일-19일 2006년 세계 종목별 선수권 대회 캘거리       |                |           |                                                          |                                                        |                                                                  |

### 월드컵 랭킹
| 순위 | 선수                | 포인트 |
| ---- | ------------------- | ------ |
| 1    | 예니 볼프           | 300    |
| 2    | 이상화              | 220    |
| 3    | 오스가 사유리       | 205    |
| 4    | 스베틀라나 카이칸   | 165    |
| 5    | 파울리나 발린       | 142    |
| 6    | 요시이 사유리       | 140    |
| 7    | 클라우디아 발린     | 135    |
| 8    | 사너 판 데르 스타르 | 85     |
| 9    | 카테리네 그라게     | 82     |
| 10   | 왕단                | 60     |

| 순위 | 선수                | 포인트 |
| ---- | ------------------- | ------ |
| 1    | 예니 볼프           | 917    |
| 2    | 스베틀라나 주로바   | 617    |
| 3    | 키아라 시미오나토   | 608    |
| 4    | 요시이 사유리       | 491    |
| 5    | 왕만리              | 480    |
| 6    | 이상화              | 430    |
| 7    | 오스가 사유리       | 426    |
| 8    | 사너 판 데르 스타르 | 344    |
| 9    | 오카자키 도모미     | 336    |
| 10   | 스베틀라나 카이칸   | 332    |

| 순위 | 선수              | 포인트 |
| ---- | ----------------- | ------ |
| 1    | 아니 프리징거     | 620    |
| 2    | 키아라 시미오나토 | 576    |
| 3    | 제니퍼 로드리게스 | 400    |
| 4    | 스베틀라나 주로바 | 376    |
| 5    | 엘스 뮈리스       | 329    |
| 6    | 마리아너 티머르   | 326    |
| 7    | 이레인 뷔스트     | 272    |
| 8    | 크리스 위티       | 253    |
| 9    | 도노이케 아키     | 248    |
| 10   | 모니크 앙거뮐러   | 236    |

| 순위 | 선수                  | 포인트 |
| ---- | --------------------- | ------ |
| 1    | 아니 프리징거         | 500    |
| 2    | 신디 클래슨           | 425    |
| 3    | 이레인 뷔스트         | 295    |
| 4    | 크리스티나 그로브스   | 281    |
| 5    | 레나터 흐루네볼트     | 244    |
| 6    | 파울린 판 되테콤      | 156    |
| 7    | 클라우디아 페히슈타인 | 151    |
| 8    | 다바타 마키           | 142    |
| 9    | 키아라 시미오나토     | 140    |
| 10   | 제니퍼 로드리게스     | 135    |

| 순위 | 팀                    | 포인트 |
| ---- | --------------------- | ------ |
| 1    | 신디 클래슨           | 500    |
| 2    | 클라우디아 페히슈타인 | 385    |
| 3    | 크리스티나 그로브스   | 299    |
| 4    | 클라라 휴스           | 294    |
| 5    | 다니엘라 안쉬츠       | 261    |
| 6    | 아니 프리징거         | 230    |
| 7    | 마렌 헤우글리         | 225    |
| 8    | 마르티나 사블리코바   | 222    |
| 9    | 캐서린 레이니         | 175    |
| 10   | 레나터 흐루네볼트     | 144    |

| 순위 | 팀             | 포인트 |
| ---- | -------------- | ------ |
| 1    | 독일           | 224    |
| 2    | 러시아         | 190    |
| 3    | 캐나다         | 188    |
| 4    | 중화인민공화국 | 185    |
| 5    | 네덜란드       | 169    |
| 6    | 일본           | 160    |
| 7    | 미국           | 128    |
| 8    | 노르웨이       | 94     |
| 9    | 대한민국       | 89     |
| 10   | 루마니아       | 48     |